# Enrico Eugenio Rechiedei
Enrico Eugenio Rechiedei of Richiedei (Salò, 4 september 1833 – Palermo, 28 mei 1860) was een rebel die met Giuseppe Garibaldi vocht om het koninkrijk der Beide Siciliën te bevrijden van het Huis Bourbon, teneinde Italië te verenigen.

## Levensloop

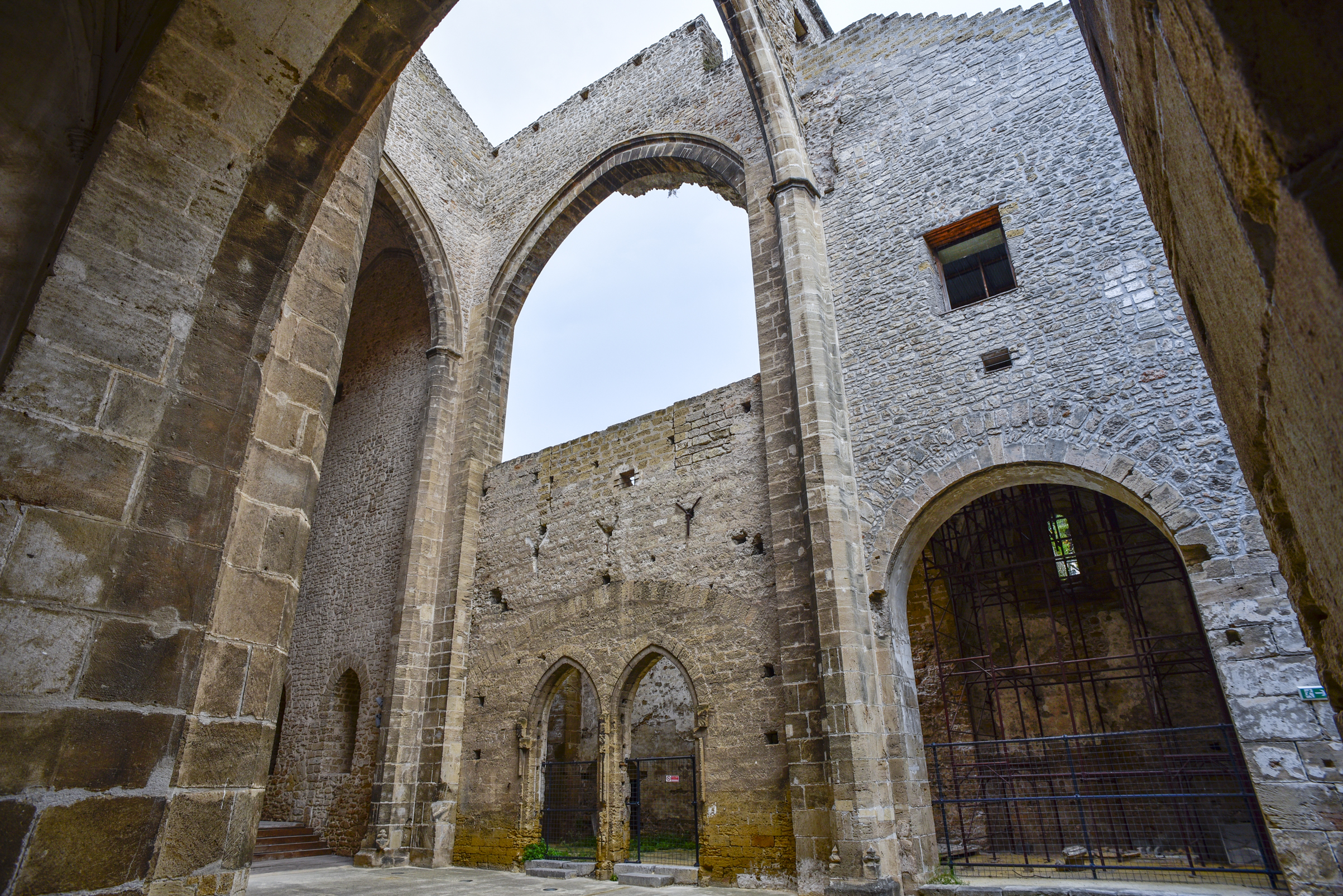
Voormalige kerk Santa Maria dello Spasimo in Palermo, Italië

Rechiedei was een zoon van Luigi Rechiedei uit Salò, gelegen in het koninkrijk Lombardije-Venetië, een Oostenrijks koninkrijk. Het ging om een familie van drukkers en uitgevers. In 1860 sloot hij zich aan bij de opstandelingen genaamd de Roodhemden, onder leiding van Garibaldi. Als Italiaans patriot vocht hij met hem aan het fort van Talamone in het groothertogdom Toscane; Toscane werd, zoals Lombardije-Venetië, bestuurd door de Oostenrijkers.
Nadien vocht Rechiedei in Sicilië in de zogeheten operatie Spedizione dei Mille (1860). Hij sneuvelde in Palermo in 1860. Hij en zijn maat Enrico Uziel overleefden een kanonbal niet die was afgevuurd door troepen die trouw waren aan het Bourbonregime. Zowel Rechiedei als Uziel werden begraven in de ontwijde kerk Santa Maria dello Spasimo in Palermo.
In het Staatsblad van het koninkrijk Italië van 12 november 1878 is zijn naam vermeld op de lijst van gesneuvelden voor het vaderland.